# كيني بيرنستاين
كيني بيرنستاين (بالإنجليزية: Kenny Bernstein)‏ هو مالك فريق ناسكار ‏ أمريكي، ولد في 6 سبتمبر 1944 في كلوفيس في الولايات المتحدة.